# Costa di Loubet

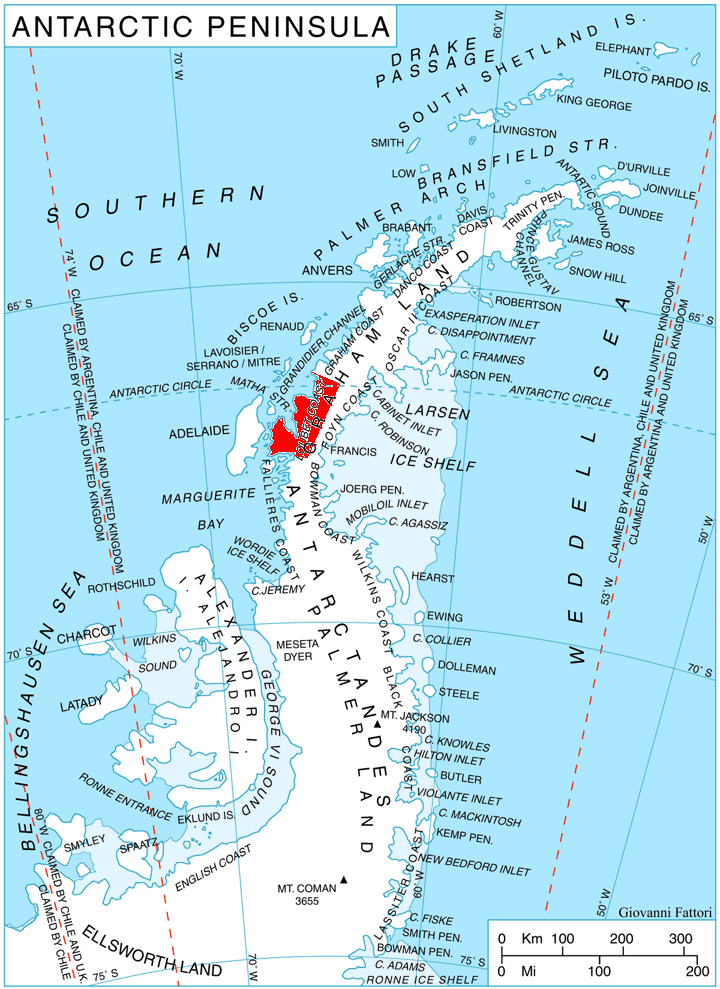
La costa di Loubet nella penisola Antartica.

La costa di Loubet (centrata alle coordinate 67°00′S 66°00′W) è una porzione della costa della Terra di Graham, in Antartide. In particolare, la costa di Loubet si estende per 158 km nella parte occidentale della penisola Antartica tra capo Bellue, a nordest, e il fiordo di Bourgeois, a sudovest, confinando quindi a nordest con la costa di Graham e a sudovest con la costa di Fallières.

## Storia
La costa di Loubet fu così battezzata in onore di Émile Loubet, presidente della Francia durante la spedizione francese di ricerca antartica denominata Prima spedizione Charcot (1903-1905) e comandata da Jean-Baptiste Charcot, che esplorò l'area nel gennaio del 1905.